# 岩崎城 (尾張国)

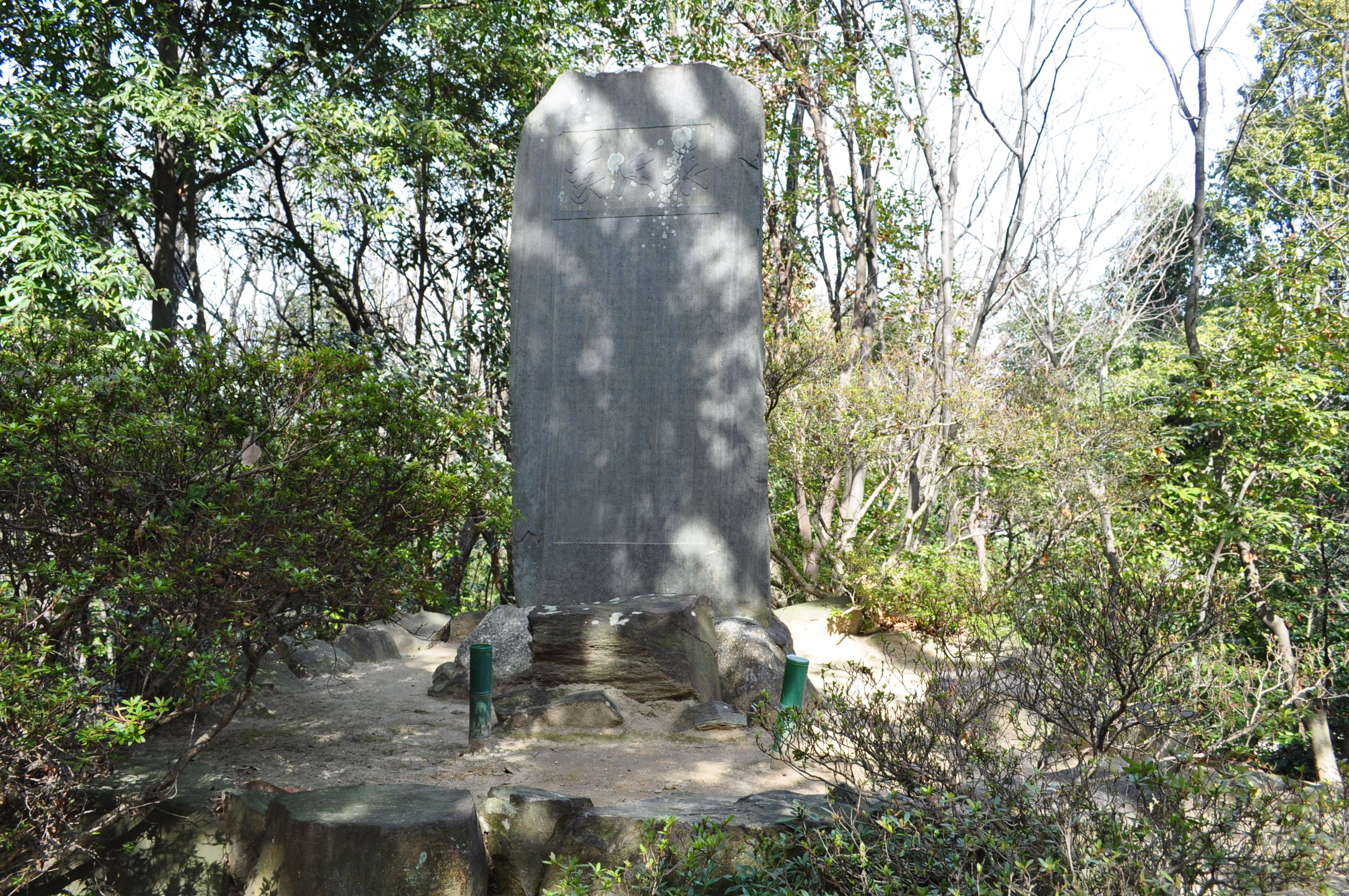
岩崎城址公園内の「忠義碑」（2014年（平成26年）2月13日撮影）

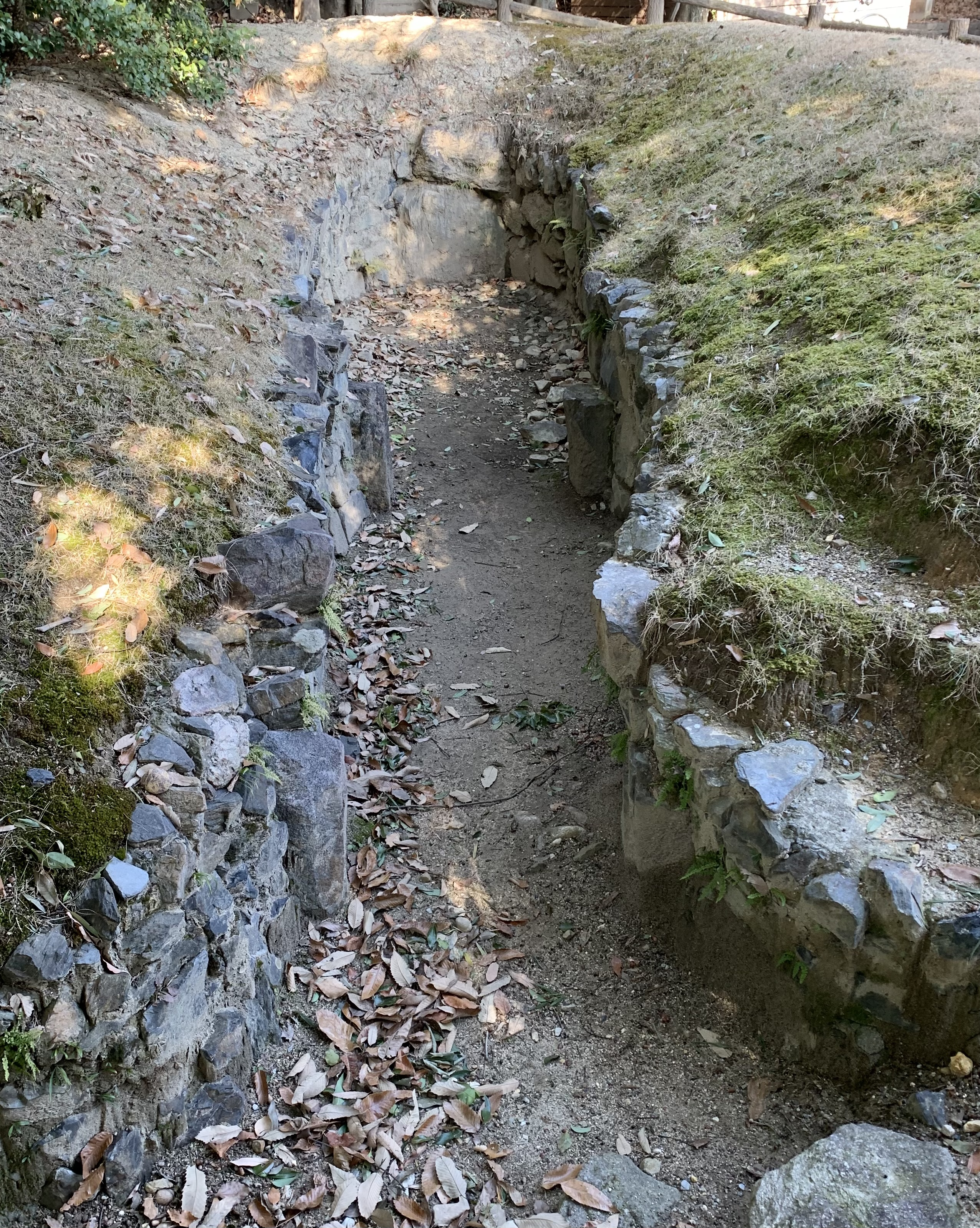
岩崎城古墳（再現）

岩崎城（いわさきじょう）は、尾張国山田郡（のち愛知郡）岩崎（現愛知県日進市岩崎町）にあった戦国時代の日本の城（平山城）。

## 概要
室町時代末期（15世紀末から16世紀前半ころ）に築城され慶長5年（1600年）に廃城となった。もっとも古い記録によると尾張国勝幡城（現在の愛知県愛西市）主・織田信秀（織田信長の父）の支城だった。

## 享禄（岩崎）の戦い
享禄2年（1529年）、三河国岡崎城主・松平清康（徳川家康の祖父）が、織田信秀の属将・荒川頼宗の守備する岩崎城を尾張国攻略の足がかりとして兵7000を率い攻め落とした。しかし天文4年（1535年）「森山崩れ」により清康が死去すると松平氏の勢力は岩崎城から後退し、松平氏の案内人として行動していた本郷城（現在の日進市本郷町）主・丹羽氏清が移り住み、4代続けて岩崎城主として戦国時代を生き抜くこととなる。

## 横山の戦い
天文20年（1551年）、岩崎城主丹羽氏清・氏識（うじさと）親子に対して、一族の藤島城（現在の日進市藤島町）主・丹羽氏秀親子が起こしたと伝えられる内部紛争。
氏秀は当時17歳であった織田信長に援軍を求め、信長軍が横山（現在の日進市岩崎町北高上付近）に差し掛かったところ、信長軍の進軍を聞きつけ待ちかまえていた岩崎丹羽軍が急襲し信長軍は敗退、氏秀親子は三河へ逃げ延びた。
この戦いは、寛政2年（1790年）3月丹羽氏福が丹羽氏の事績を著した「丹羽氏軍功録」のみに出てくる記述であり、真偽のほどは定かではない。

## 小牧・長久手の戦いと岩崎城の戦い
天正12年（1584年）に起きた岩崎城の戦いとは、小牧・長久手の戦いのうち長久手の戦いの緒戦となった戦いである。両軍の膠着状態を打ち破るため、秀吉方によって実行された「三河中入（なかいり）」作戦を阻止し、池田軍の進軍を止めたという点で大きな功績を残した戦いであった。この時の当主・丹羽氏次はこの戦いで弟の氏重を失ったが、家康からの信頼を得てその後の戦いにも多くの功績を挙げることとなる。

## 落城後の岩崎城
長久手の戦いの後、落城した岩崎城が再建されたかは確かではないが、慶長5年（1600年）関ヶ原の戦いで丹羽氏次は徳川方として参戦、その功績を認められ三河国伊保（現在の愛知県豊田市）1万石の大名として栄転し、岩崎城はここで廃城となる。

## 現在の岩崎城
廃城後は300年以上も整備されることは無く、本丸跡は畑となっていた。明治43年（1910年）に旧尾張藩士らの手により、岩崎城の戦いで戦死した丹羽軍将兵を慰めるため、「表忠義」の題を持つ記念碑が本丸の櫓台に建てられた。現在でも毎年4月9日には慰霊祭が行われている。
また昭和62年（1987年）には、展望塔として五重構造の天守閣（模擬天守）が築城、「岩崎城址公園」として整備され、併設する岩崎城歴史記念館には岩崎城の歴史や城跡からの出土品などが展示されている。ただし、史実を無視した模擬天守を建築する一方で、一部の遺構を破壊したため、城郭研究者の千田嘉博に批判されている。
また整備中に偶然発見された古墳（6世紀に建てられたとされる）を再現したものが公園内に展示されている。その他、二の丸には水琴窟を持った日本庭園が造られている。

## 城郭の構造
台地の先端部を堀切で分断して平山城を形成している。周囲を土塁・空堀・帯曲輪で囲まれた本丸には、東南部に建造物・西北に人工的に土を盛り上げて作った櫓台（標高・約66メートル）が備わっていた。また本丸の馬出とも言える二の丸など、いくつかの曲輪が本丸の周囲を固めていた。空堀は当初は薬研堀であったが、後に一部は箱堀に作り変えられていたことが調査で判明している。

## 遺構
- 曲輪・空堀・土塁など[注 2]。です。

## 関連施設ほか
- 模擬天守 - 望楼型3層4階の展望塔。本記事の「現在の岩崎城」項も参照。
- 模擬二層櫓 - 模擬天守に併設の「岩崎城歴史記念館」。一色丹羽氏の家紋「丹羽扇」入り「登城記念証」などが販売中。

## ギャラリー

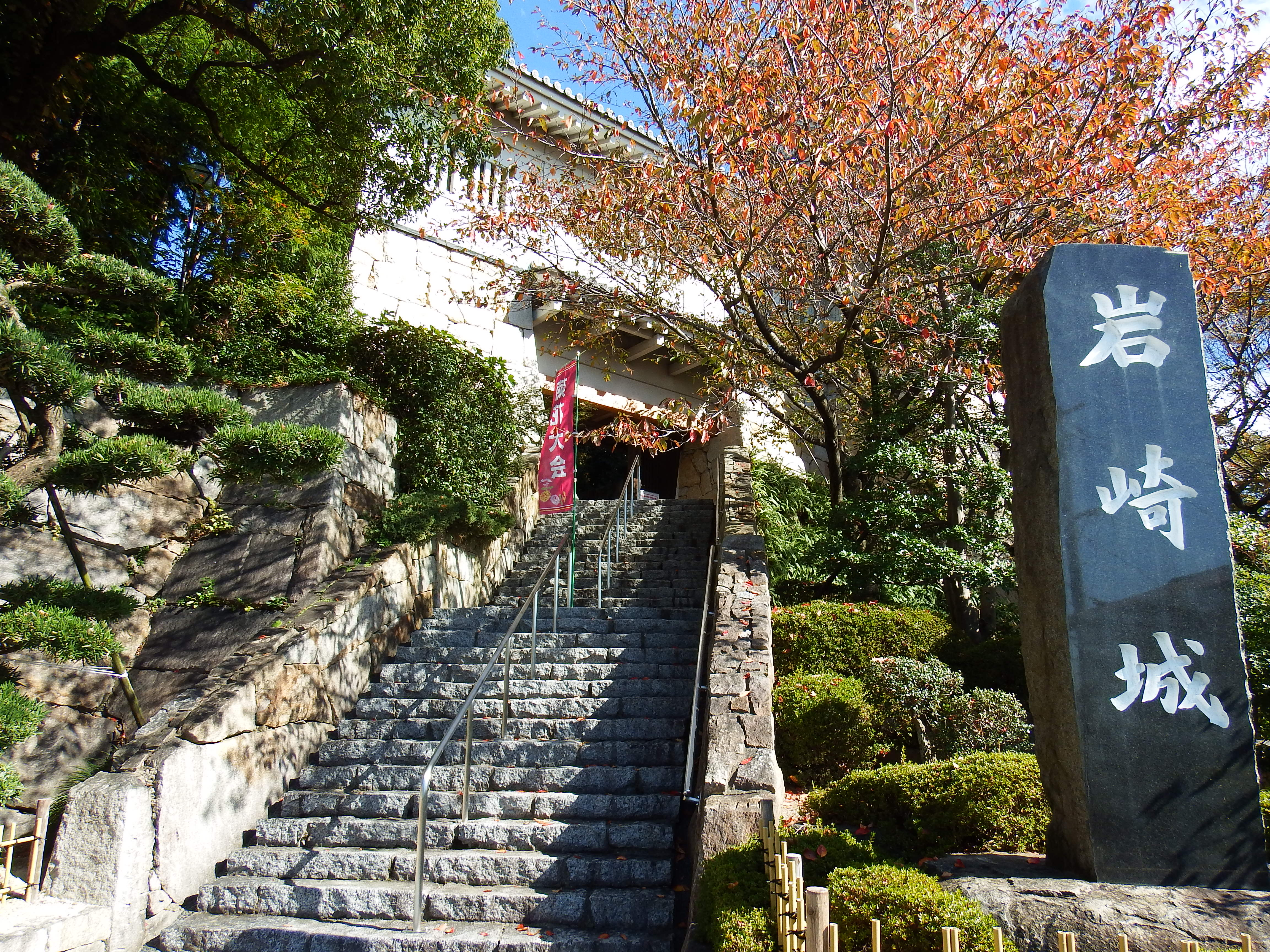
岩崎城址公園の入口
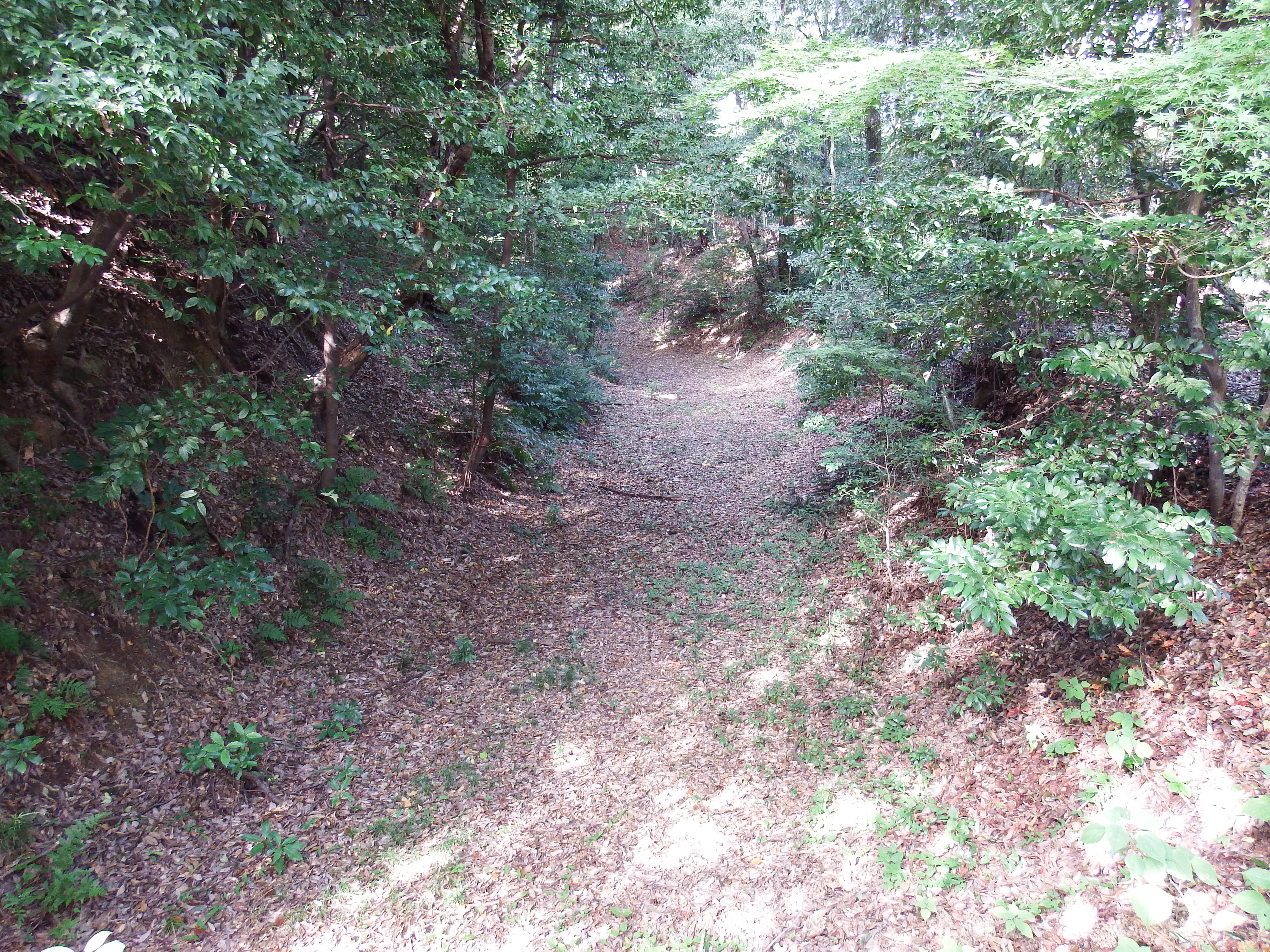
城の空掘
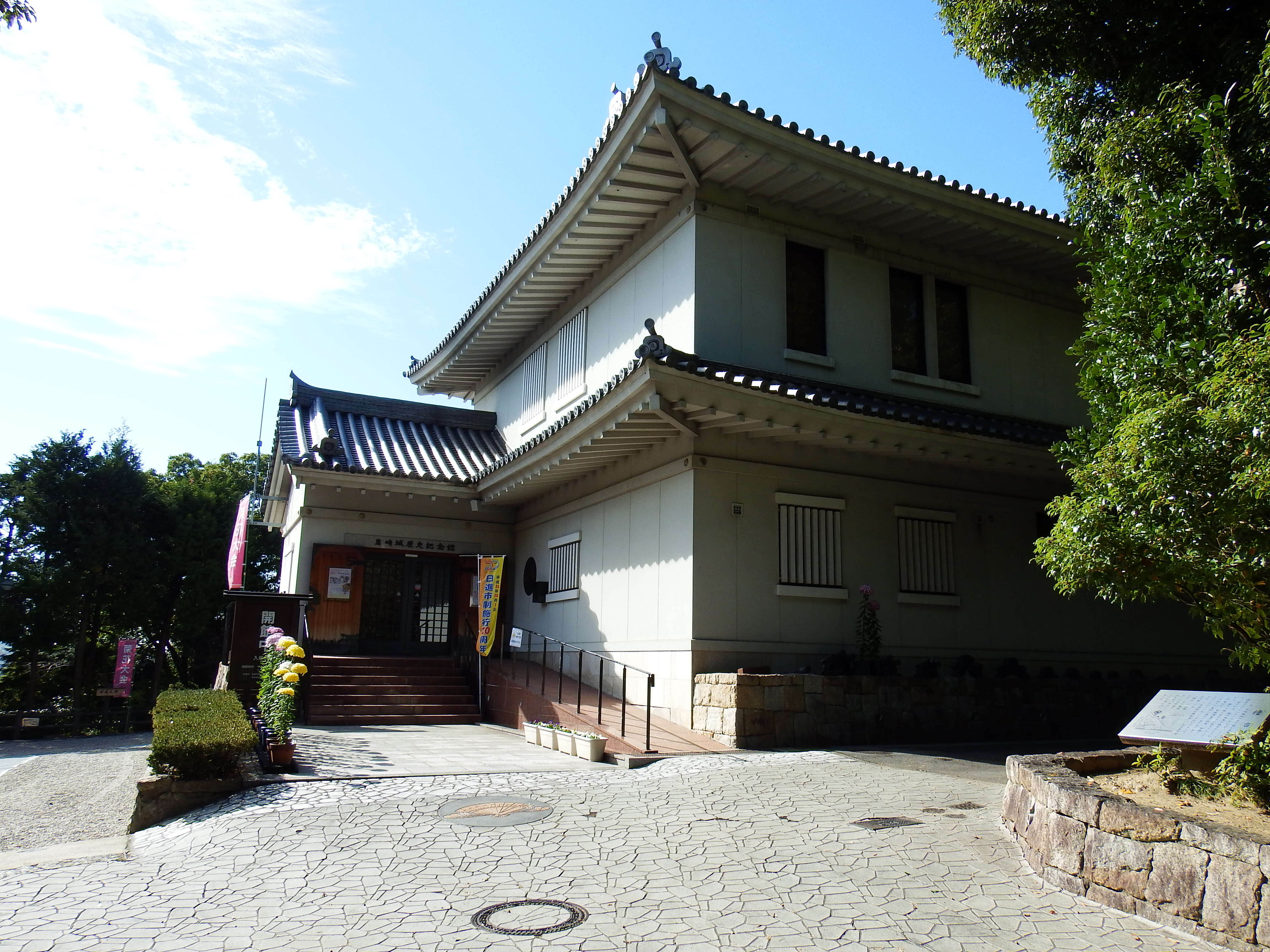
岩崎城歴史記念館（入口側）
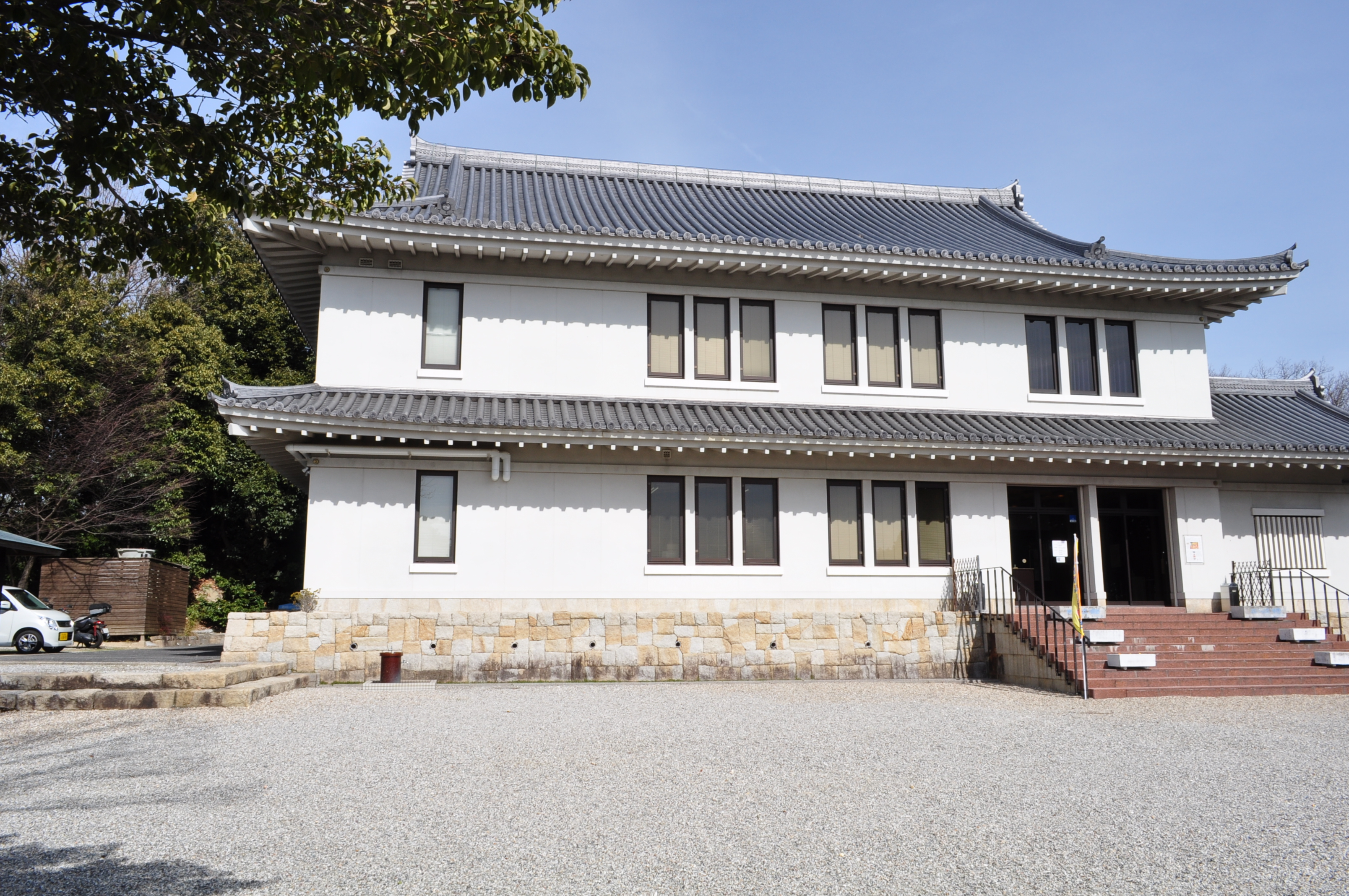
岩崎城歴史記念館（出口側）（2014年（平成26年）2月13日撮影）
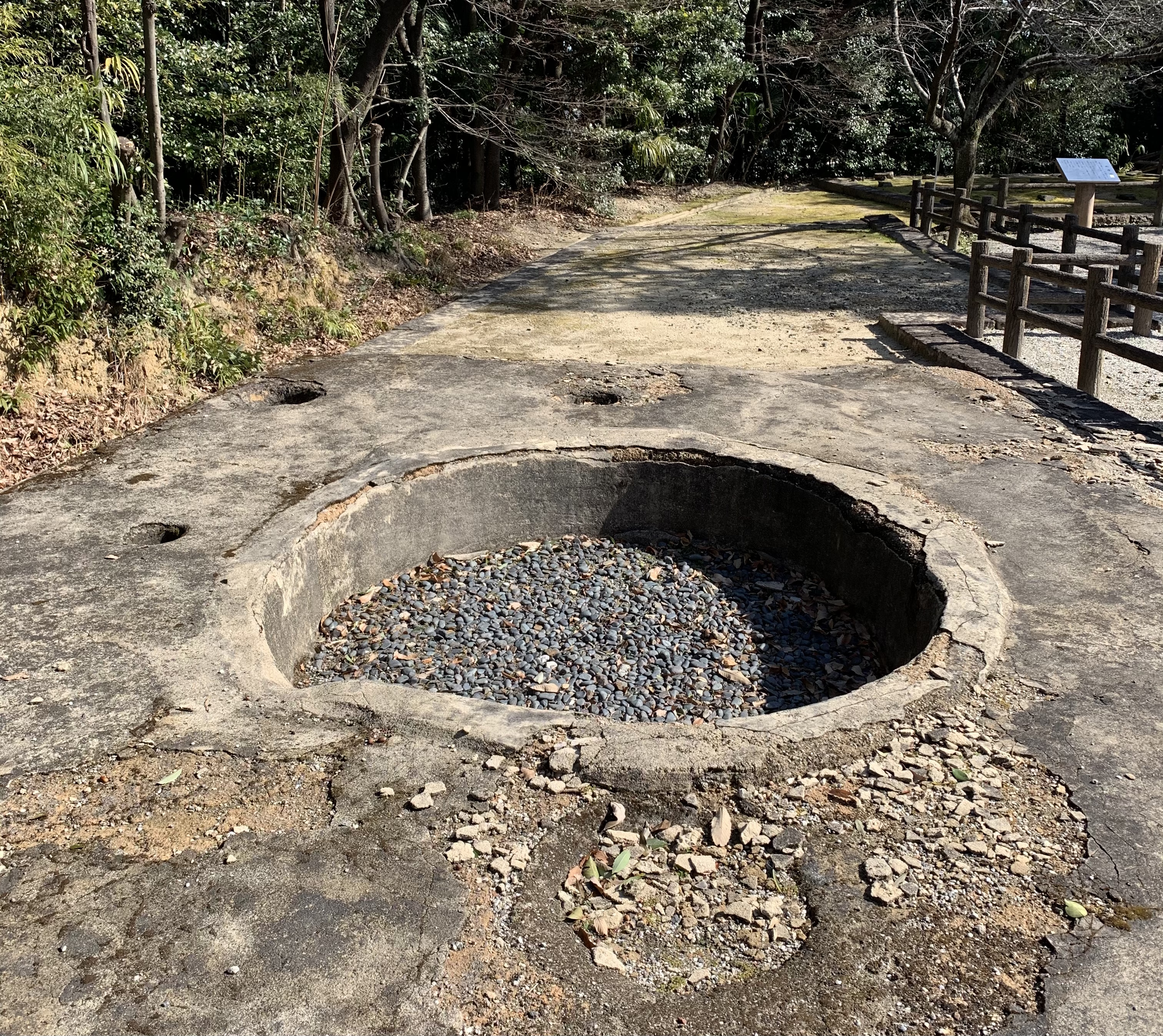
岩崎城 井戸跡（2021年（令和3年）2月5日撮影）
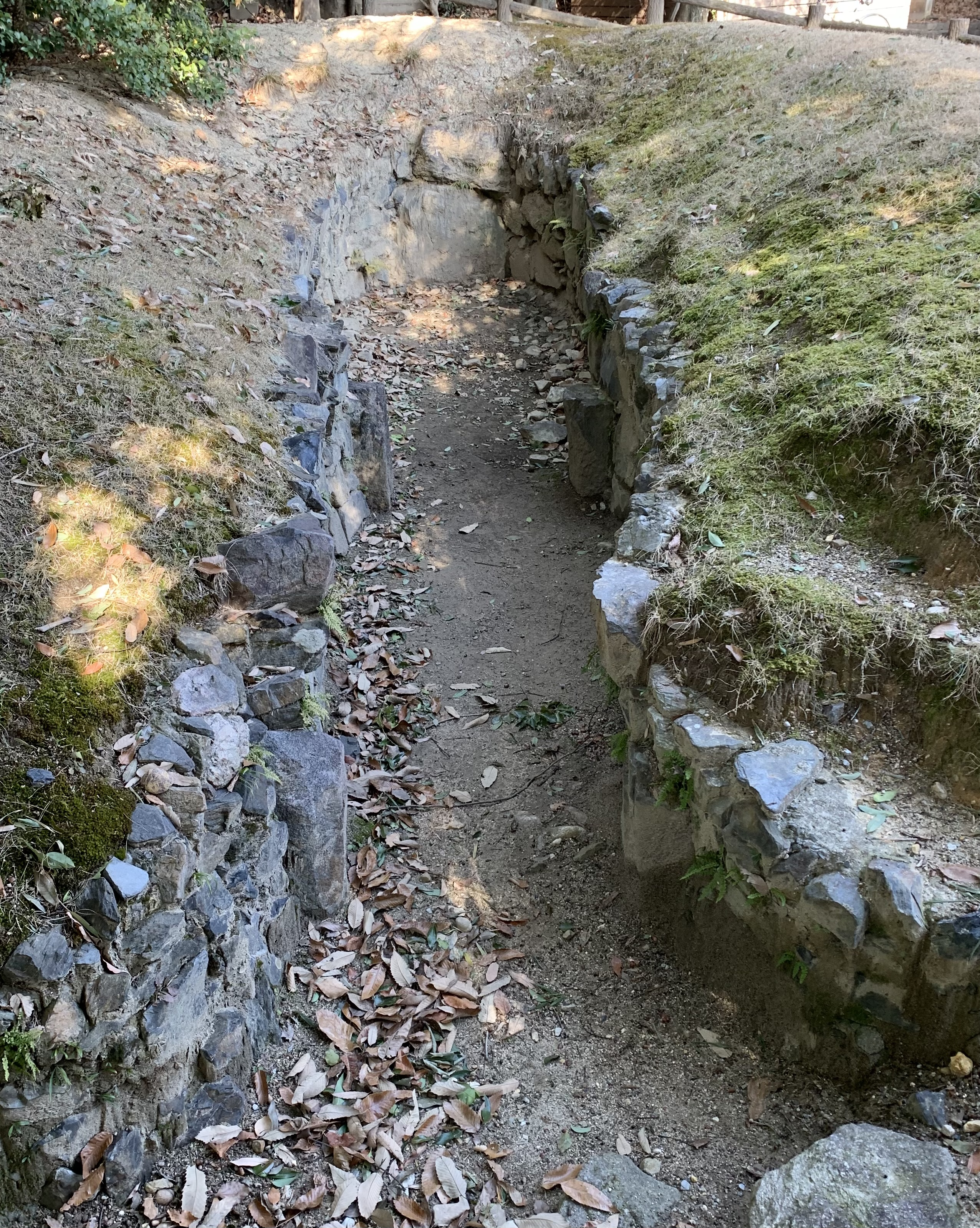
岩崎城古墳（2021年（令和3年）2月5日撮影）
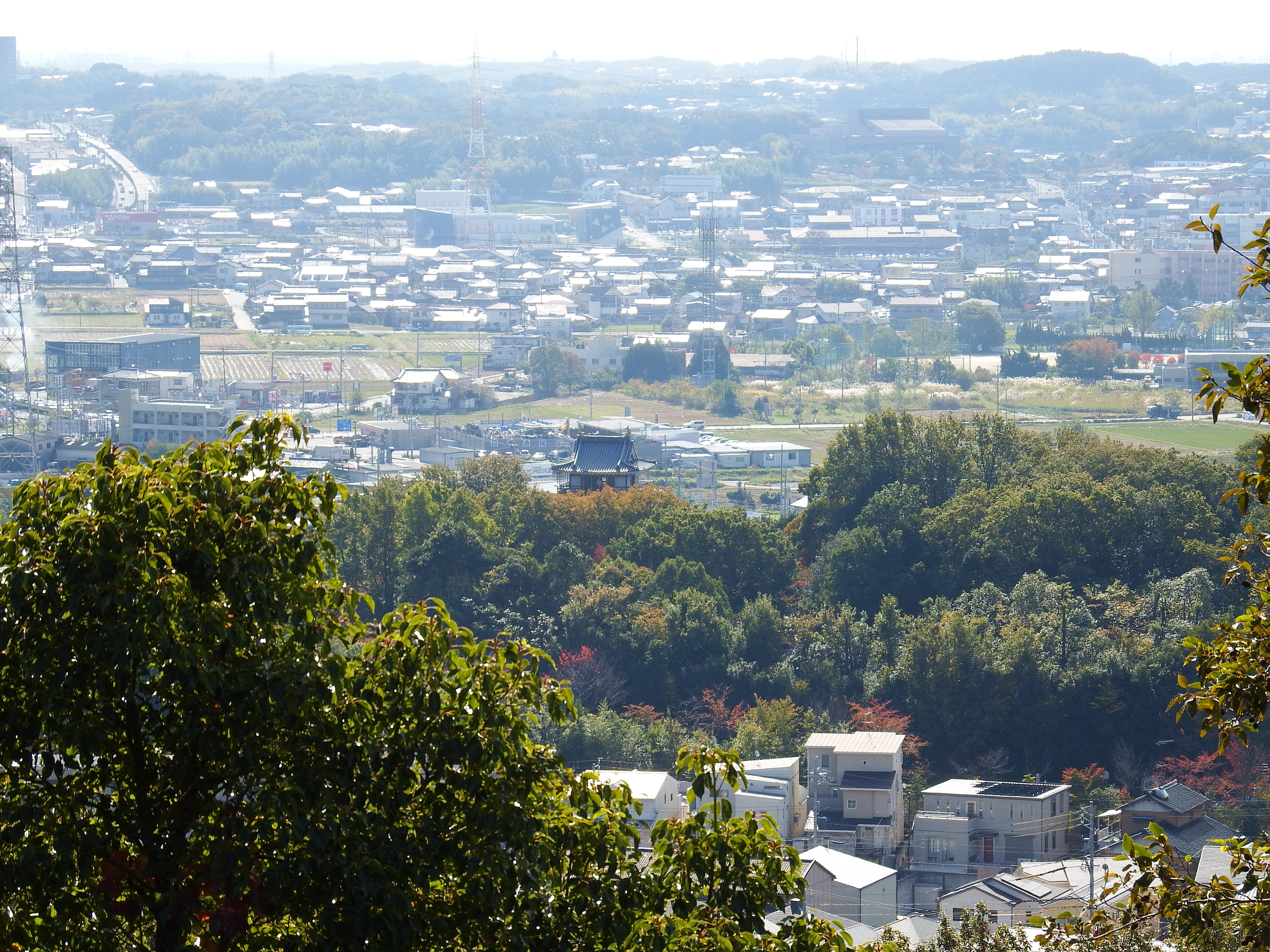
平成展望台から岩崎城を望む
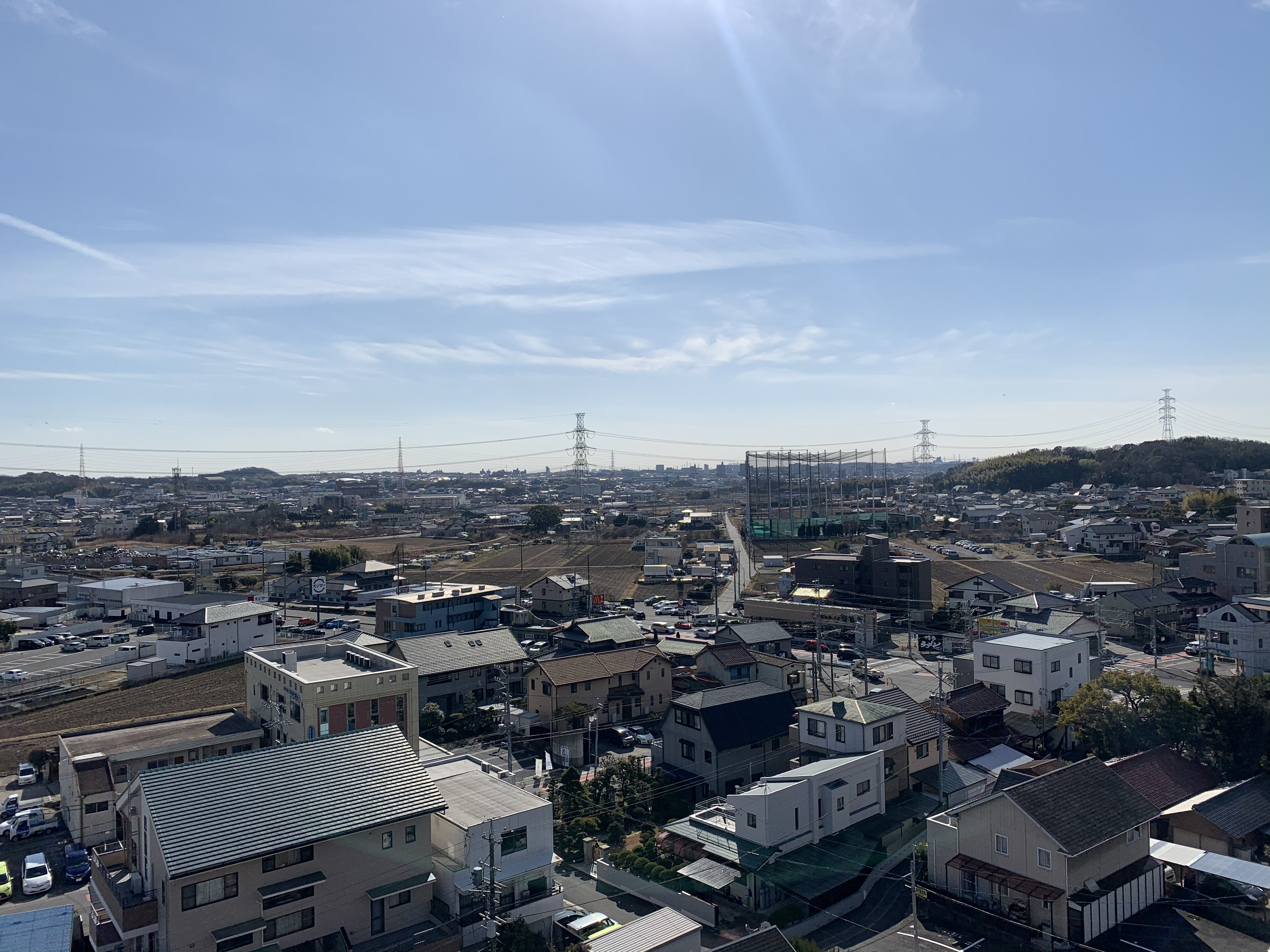
岩崎城から日進市役所方面を望む
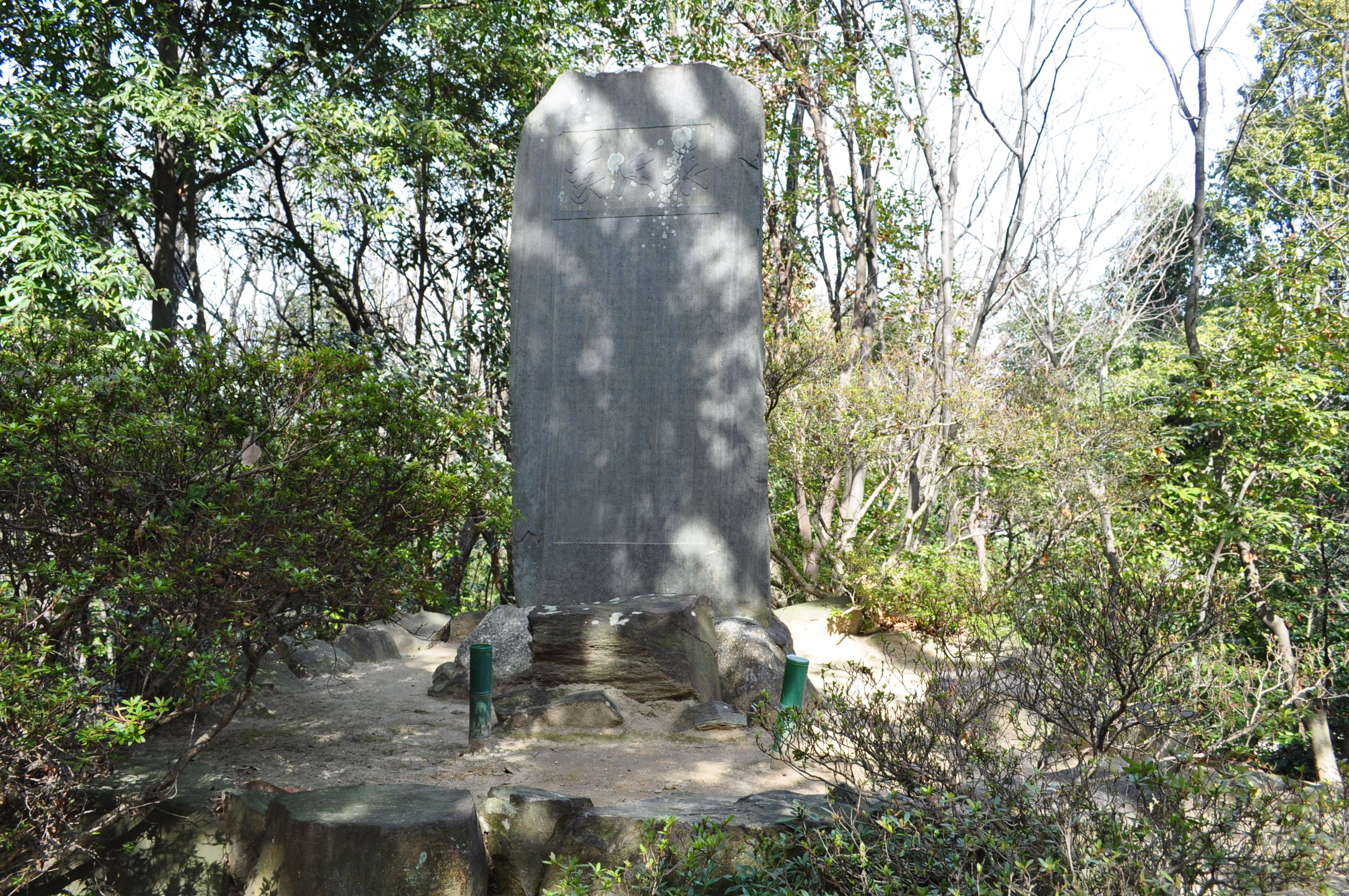
「忠義碑」（2014年（平成26年）2月13日撮影）
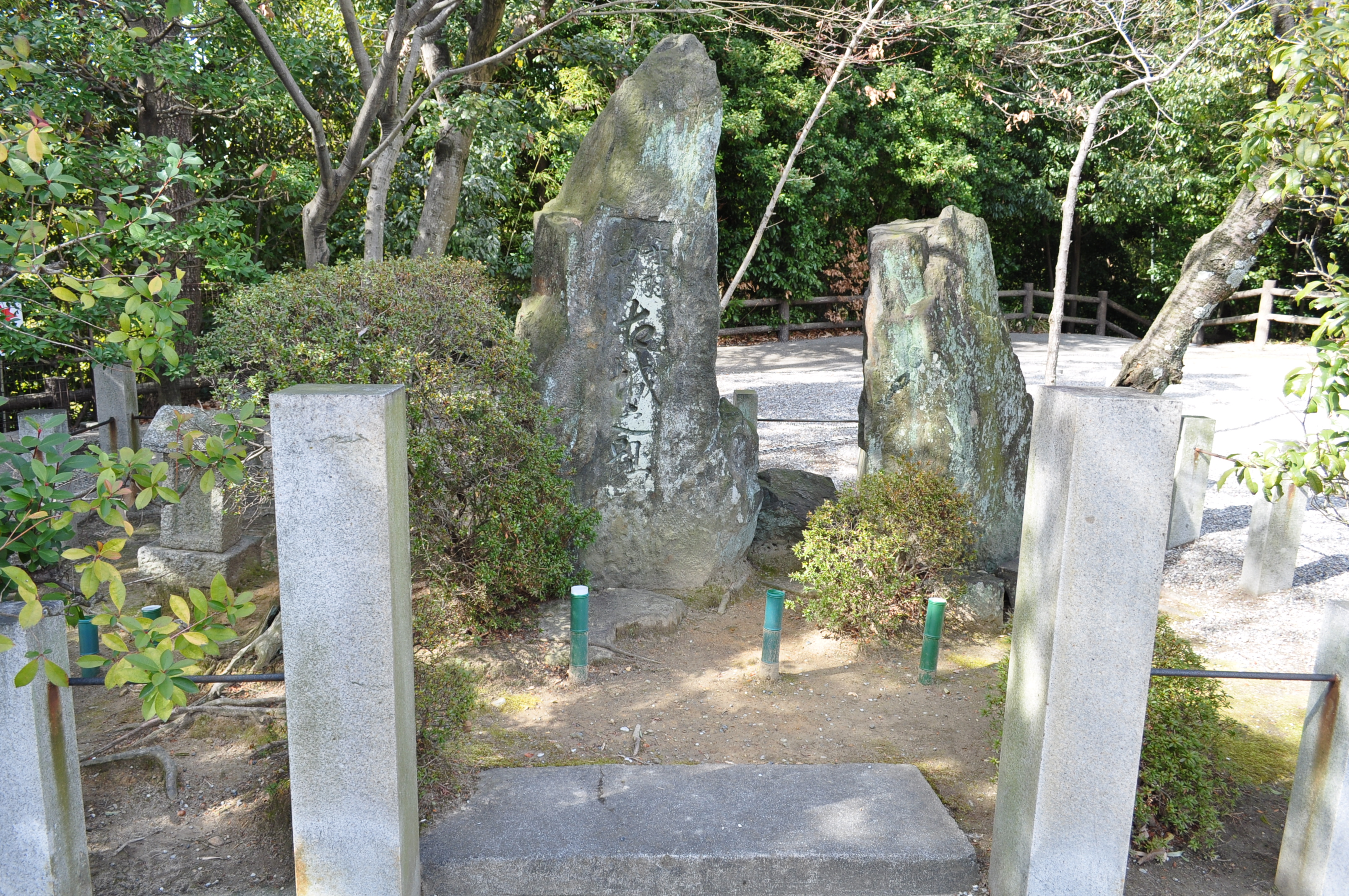
「丹羽勘助・古城之跡」碑（2014年（平成26年）2月13日撮影）

## 交通
- 名古屋市営地下鉄鶴舞線・名鉄豊田線 赤池駅下車、くるりんばすで約15分、「御岳口（おんたけぐち）」バス停下車。
- 名鉄豊田線 日進駅下車、くるりんばすで約10分、「岩崎」バス停下車。